# چیناتزانو (پیمونت)
چیناتزانو (به ایتالیایی: Cinzano) یک کومونه در ایتالیا است که در استان تورین واقع شده‌است. چیناتزانو ۶٫۲ کیلومتر مربع مساحت و ۳۸۹ نفر جمعیت دارد و ۴۹۵ متر بالاتر از سطح دریا واقع شده‌است.